# Cuneo Volley Ball Club 1996-1997
Questa voce raccoglie le informazioni riguardanti il Cuneo VBC nelle competizioni ufficiali della stagione 1996-1997.

## Stagione

Il centrale Giacomo Giretto, l'unico nuovo innesto della stagione.

La stagione 1996-1997 è per la società piemontese, sponsorizzata dalla Alpitour e dalla Traco, l'ottava consecutiva nel massimo campionato italiano. La squadra rimane pressoché immutata: l'unico acquisto è il centrale Giacomo Giretto, mentre per completare la rosa vengono aggregati alla prima squadra alcuni giovani del vivaio. Alla guida della squadra viene confermato Silvano Prandi.
In campionato la stagione regolare si conclude con un terzo posto, alle spalle di Pallavolo Modena e Sisley Treviso. Questo risultato è frutto di diciassette vittorie e cinque sconfitte e vale la qualificazione ai play off, che assegnano lo scudetto. Dopo aver eliminato la Gabeca Montichiari nei quarti di finale, grazie a due vittorie in casa a fronte di una sola sconfitta in trasferta, Cuneo viene sconfitta dalla Sisley Treviso in semifinale. La squadra veneta si impone in quattro partite, vincendo due partite a Cuneo e una a Treviso e rendendo inutile l'unica vittoria dei bianco-azzurri.
Nella Coppa Italia viene raggiunta la finale per il secondo anno consecutivo. Nei quarti di finale viene eliminata l'Associazione Sportiva Volley Lube di Macerata, grazie a due vittorie, sia nella gara di andata che in quella di ritorno. In semifinale Cuneo ha la meglio sulla Porto Ravenna Volley, vincendo 3-0 sia in casa che in trasferta. La finale viene disputata in gara unica a Siena e vede la Pallavolo Modena vincere facilmente per 3-0.
Per la prima volta il Cuneo Volley Ball Club partecipa alla Coppa delle Coppe, seconda competizione europea per importanza dopo la Coppa dei Campioni. Dopo aver superato un turno eliminatorio, la squadra affronta un girone all'italiana con otto squadre, che si affrontano in gare di sola andata. Questa fase del torneo vede i cuneesi vincere tutte le partite, cedendo solo due set. Nella final four disputata a Salonicco, in Grecia, la squadra conquista il suo terzo titolo europeo, eliminando il Lokomotiv Belogorod in semifinale e sconfiggendo in finale i padroni di casa dell'Olympiakos Piraues.
A ottobre la squadra affronta la Supercoppa europea, grazie alla vittoria nella Coppa CEV. La sfida in semifinale ai campioni d'Europa della Pallavolo Modena si risolve in favore dei cuneesi, che vincono poi il trofeo sconfiggendo in finale i tedeschi dell'ASV Dachau.
Grazie alla vittoria della Coppa Italia il Cuneo Volley Ball Club ha conquistato il diritto di sfidare i campioni d'Italia della Sisley Treviso nella prima Supercoppa italiana. Nella finale in gara unica disputata al Palasport di San Rocco Castagnaretta a Cuneo, la squadra si impone per 3-1 e conquista il trofeo.

## Organigramma societario
Area direttiva
- Presidente: Bruno Fontana
- Vicepresidente: Ezio Barroero
- Vicepresidente: Bruno Lubatti
- Segreteria generale: Fulvia Cacciò
- Team manager: Giuseppe Cormio

Area comunicazione
- Relazioni esterne: Bruno Lubatti

Area tecnica
- 1º allenatore: Silvano Prandi
- 2º allenatore: Roberto Serniotti
- Direttore sportivo: Enzo Prandi
- Preparatore atletico: Ezio Bramard

Area medica
- Medico: Claudio Dadone
- Medico: Emilio Lucidi
- Fisioterapista: Umberto Cuminotto
- Massaggiatore: Gabriele Giorgis

## Rosa
| N. | Giocatore            | Ruolo | Data di nascita  | Nazionalità sportiva |
| -- | -------------------- | ----- | ---------------- | -------------------- |
| 1  | Rafael Pascual       | O     | 16 marzo 1970    | Spagna               |
| 2  | Vencislav Simeonov   | O     | 3 febbraio 1977  | Bulgaria             |
| 3  | Vladimir Grbić       | S     | 14 dicembre 1970 | Serbia               |
| 4  | Ferdinando De Giorgi | P     | 10 ottobre 1961  | Italia               |
| 5  | Paolo Torre          | P     | 16 novembre 1976 | Italia               |
| 6  | Samuele Papi         | S     | 20 maggio 1973   | Italia               |
| 7  | Claudio Galli        | C     | 12 luglio 1965   | Italia               |
| 8  | Mauro Bottero        | S     | 6 ottobre 1966   | Italia               |
| 9  | Roberto Pedone       | C     | 24 aprile 1978   | Italia               |
| 10 | Giacomo Giretto      | C     | 5 gennaio 1973   | Italia               |
| 11 | Andrea Lucchetta     | C     | 25 novembre 1962 | Italia               |
| 12 | Cristian Casoli      | S     | 27 gennaio 1975  | Italia               |

## Mercato
| Acquisti | Acquisti        | Acquisti | Acquisti |
| R.       | Nome            | da       | Modalità |
| -------- | --------------- | -------- | -------- |
| C        | Giacomo Giretto | Parma    | ?        |

| Cessioni | Cessioni           | Cessioni | Cessioni |
| R.       | Nome               | a        | Modalità |
| -------- | ------------------ | -------- | -------- |
| S        | Domenico Jervolino | Brescia  | ?        |
| C        | Davide Oglino      | Gabeca   | ?        |
| S        | Paolo Bartek       | ?        | ?        |
| S        | Paolo Cipollari    | Daytona  | ?        |

- L'opposto Vencislav Simeonov viene aggregato alla prima squadra dal settore giovanile.
- Lo schiacciatore Mauro Bottero viene aggregato alla prima squadra dal settore giovanile.
- Il centrale Roberto Pedone viene aggregato alla prima squadra dal settore giovanile.

## Risultati

### Serie A1

#### Girone d'andata
| 1ª giornata - 29 settembre 1996 Palasport di San Rocco Castagnaretta, Cuneo | Cuneo           | 3 - 2 | Brescia       | 9-15, 13-15, 15-13, 15-9, 15-13 |
| 2ª giornata - 6 ottobre 1996 Palasport Fontescodella, Macerata              | Lube            | 3 - 2 | Cuneo         | 15-4, 15-5, 11-15, 11-15, 15-11 |
| 3ª giornata - 13 ottobre 1996 PalaPanini, Modena                            | Daytona         | 3 - 1 | Cuneo         | 6-15, 15-8, 15-5, 15-5          |
| 4ª giornata - 20 ottobre 1996 Palasport di San Rocco Castagnaretta, Cuneo   | Cuneo           | 3 - 0 | Roma          | 15-4, 15-6, 15-13               |
| 5ª giornata - 27 ottobre 1996 PalaTupparello, Acireale                      | Catania         | 0 - 3 | Cuneo         | 7-15, 8-15, 10-15               |
| 6ª giornata - 3 novembre 1996 Palasport di San Rocco Castagnaretta, Cuneo   | Cuneo           | 3 - 1 | Gabeca        | 15-11, 13-15, 16-14, 15-4       |
| 7ª giornata - 10 novembre 1996 PalaBernhardsson, Padova                     | Petrarca        | 1 - 3 | Cuneo         | 12-15, 15-4, 13-15, 6-15        |
| 8ª giornata - 1º dicembre 1996 Palasport di San Rocco Castagnaretta, Cuneo  | Cuneo           | 3 - 2 | Porto Ravenna | 15-7, 14-16, 15-11, 9-15, 15-12 |
| 9ª giornata - 8 dicembre 1996 PalaDozza, Bologna                            | Zinella Bologna | 0 - 3 | Cuneo         | 11-15, 12-15, 11-15             |
| 10ª giornata - 15 dicembre 1996 Palasport di San Rocco Castagnaretta, Cuneo | Cuneo           | 3 - 0 | Napoli        | 15-10, 15-12, 15-7              |
| 11ª giornata - 22 dicembre 1996 PalaVerde, Villorba                         | Treviso         | 2 - 3 | Cuneo         | 15-7, 8-15, 9-15, 15-11, 16-18  |

#### Girone di ritorno
| 1ª giornata - 29 dicembre 1996 Palasport San Filippo, Brescia              | Brescia       | 1 - 3 | Cuneo           | 15-12, 14-16, 10-15, 13-15       |
| 2ª giornata - 5 gennaio 1997 Palasport di San Rocco Castagnaretta, Cuneo   | Cuneo         | 3 - 1 | Lube            | 5-15, 15-6, 16-14, 15-11         |
| 3ª giornata - 12 gennaio 1997 Palasport di San Rocco Castagnaretta, Cuneo  | Cuneo         | 0 - 3 | Daytona         | 10-15, 13-15, 9-15               |
| 4ª giornata - 19 gennaio 1997 Palazzetto dell sport, Roma                  | Roma          | 3 - 1 | Cuneo           | 16-14, 9-15, 15-11, 15-7         |
| 5ª giornata - 26 gennaio 1997 Palasport di San Rocco Castagnaretta, Cuneo  | Cuneo         | 3 - 1 | Catania         | 15-10, 13-15, 15-8, 15-13        |
| 6ª giornata - 2 febbraio 1997 PalaGeorge, Montichiari                      | Gabeca        | 2 - 3 | Cuneo           | 15-12, 7-15, 15-12, 9-15, 10-15  |
| 7ª giornata - 16 febbraio 1997 Palasport di San Rocco Castagnaretta, Cuneo | Cuneo         | 3 - 0 | Petrarca        | 15-7, 17-15, 15-10               |
| 8ª giornata - 23 febbraio 1997 PalaDeAndrè, Ravenna                        | Porto Ravenna | 2 - 3 | Cuneo           | 11-15, 15-12, 15-12, 9-15, 21-23 |
| 9ª giornata - 2 marzo 1997 Palasport di San Rocco Castagnaretta, Cuneo     | Cuneo         | 3 - 0 | Zinella Bologna | 15-10, 15-11, 15-13              |
| 10ª giornata - 9 marzo 1997 PalaArgento, Napoli                            | Napoli        | 1 - 3 | Cuneo           | 15-11, 3-15, 3-15, 2-15          |
| 11ª giornata - 16 marzo 1997 Palasport di San Rocco Castagnaretta, Cuneo   | Cuneo         | 2 - 3 | Treviso         | 7-15, 15-8, 12-15, 15-12, 9-15   |

#### Play-off scudetto
| Quarti di finale (gara 1) - 29 marzo 1997 Palasport di San Rocco Castagnaretta, Cuneo | Cuneo   | 3 - 1 | Gabeca  | 15-7, 5-15, 15-6, 15-9     |
| Quarti di finale (gara 2) - 2 aprile 1997 PalaGeorge, Montichiari                     | Gabeca  | 3 - 1 | Cuneo   | 15-17, 15-13, 15-10, 15-12 |
| Quarti di finale (gara 3) - 5 aprile 1997 Palasport di San Rocco Castagnaretta, Cuneo | Cuneo   | 3 - 0 | Gabeca  | 15-11, 15-9, 15-12         |
| Semifinali (gara 1) - 8 aprile 1997 PalaVerde, Villorba                               | Treviso | 3 - 1 | Cuneo   | 15-10, 7-15, 15-11, 15-13  |
| Semifinali (gara 2) - 13 aprile 1997 Palasport di San Rocco Castagnaretta, Cuneo      | Cuneo   | 1 - 3 | Treviso | 15-11, 11-15, 8-15, 1-15   |
| Semifinali (gara 3) - 16 aprile 1997 PalaVerde, Villorba                              | Treviso | 1 - 3 | Cuneo   | 13-15, 15-10, 12-15, 10-15 |
| Semifinali (gara 4) - 19 aprile 1997 Palasport di San Rocco Castagnaretta, Cuneo      | Cuneo   | 0 - 3 | Treviso | 5-15, 9-15, 7-15           |

### Coppa Italia

#### Fase a eliminazione diretta
| Quarti di finale (andata) - 31 ottobre 1996 Palasport Fontescodella, Macerata            | Lube          | 1 - 3 | Cuneo         | 15-10, 4-15, 12-15, 8-15 |
| Quarti di finale (ritorno) - 7 novembre 1996 Palasport di San Rocco Castagnaretta, Cuneo | Cuneo         | 3 - 0 | Lube          | 15-4, 15-4, 15-10        |
| Semifinali (andata) - 12 dicembre 1996 PalaDeAndrè, Ravenna                              | Porto Ravenna | 0 - 3 | Cuneo         | 10-15, 11-15, 11-15      |
| Semifinali (ritorno) - 19 dicembre 1996 Palasport di San Rocco Castagnaretta, Cuneo      | Cuneo         | 3 - 0 | Porto Ravenna | 15-13, 15-7, 15-6        |
| Finale - 8 febbraio 1997 Pala Mens Sana, Siena                                           | Cuneo         | 0 - 3 | Daytona       | 9-15, 4-15, 9-15         |

### Coppa CEV

#### Fase a gironi
| 1ª giornata - 8 gennaio 1997 PalaCarmagnola, Carmagnola   | Cuneo            | 3 - 0 | Capelle          | 15-12, 15-11, 15-2              |
| 2ª giornata - 16 gennaio 1997 Săvinești                   | Săvinești        | 0 - 3 | Cuneo            | 10-15, 10-15, 11-15             |
| 3ª giornata - 22 gennaio 1997 PalaCarmagnola, Carmagnola  | Cuneo            | 3 - 0 | Dorozhnyk Odessa | 15-8, 15-8, 15-3                |
| 4ª giornata - 29 gennaio 1997 Vicebsk                     | Vicebsk          | 0 - 3 | Cuneo            | 5-15, 5-15, 9-15                |
| 5ª giornata - 5 febbraio 1997 PalaCarmagnola, Carmagnola  | Cuneo            | 3 - 2 | Olympiakos       | 15-4, 11-15, 10-15, 15-7, 15-12 |
| 6ª giornata - 12 febbraio 1997 PalaCarmagnola, Carmagnola | Cuneo            | 3 - 0 | Maribor          | 15-2, 15-6, 15-8                |
| 7ª giornata - 19 febbraio 1997 Tel Aviv                   | Maccabi Tel Aviv | 0 - 3 | Cuneo            | 7-15, 9-15, 11-15               |

#### Fase a eliminazione diretta
| Qualificazioni - 2º turno (gara 1) - 27 novembre 1996 PalaCarmagnola, Carmagnola | Cuneo | 3 - 0 | Púchov     | 15-4, 15-5, 15-10       |
| Qualificazioni - 2º turno (gara 2) - 28 novembre 1996 PalaCarmagnola, Carmagnola | Cuneo | 3 - 0 | Púchov     | 15-7, 15-3, 15-9        |
| Final four - semifinali - 7 marzo 1997 Alexandreio Melathron, Salonicco          | Cuneo | 3 - 1 | Belogor'e  | 11-15, 15-6, 15-9, 15-5 |
| Final four - finale - 9 marzo 1997 Alexandreio Melathron, Salonicco              | Cuneo | 3 - 0 | Olympiakos | 15-9, 15-10, 15-6       |

### Supercoppa europea
| Final four - semifinali - 12 ottobre 1996 Olympiahalle, Monaco di Baviera | Cuneo | 3 - 2 | Daytona | 12-15, 15-8, 15-11, 14-16, 18-16 |
| Final four - finale - 13 ottobre 1996 Olympiahalle, Monaco di Baviera     | Cuneo | 3 - 0 | Dachau  | 15-10, 15-9, 15-4                |

### Supercoppa italiana
| Finale - 22 settembre 1996 Palasport di San Rocco Castagnaretta, Cuneo | Cuneo | 3 - 1 | Treviso | 15-12, 15-7, 11-15, 15-11 |

## Statistiche

### Statistiche di squadra
| Competizione        | Punti | In casa | In casa | In casa | In trasferta | In trasferta | In trasferta | Totale | Totale | Totale |
| Competizione        | Punti | G       | V       | P       | G            | V            | P            | G      | V      | P      |
| ------------------- | ----- | ------- | ------- | ------- | ------------ | ------------ | ------------ | ------ | ------ | ------ |
| Serie A1            | 34    | 15      | 11      | 4       | 14           | 9            | 5            | 29     | 20     | 9      |
| Coppa Italia        | -     | 2       | 2       | 0       | 2            | 2            | 0            | 5      | 4      | 1      |
| Coppa delle Coppe   | 12    | 6       | 6       | 0       | 3            | 3            | 0            | 13     | 13     | 0      |
| Supercoppa Europea  | -     | -       | -       | -       | -            | -            | -            | 2      | 2      | 0      |
| Supercoppa italiana | -     | 1       | 1       | 0       | -            | -            | -            | 1      | 1      | 0      |

G = partite giocate; V = partite vinte; P = partite perse

### Statistiche dei giocatori
| M. Bottero   | 13 | 6   | 5   | 1   | 0  | Statistiche assenti | Statistiche assenti | 1 | 0  | Statistiche assenti | - | -  | Statistiche assenti | 14 | 6    | 5   | 1  | 0  |
| C. Casoli    | 28 | 463 | 408 | 38  | 19 | Statistiche assenti | Statistiche assenti | 2 | 20 | Statistiche assenti | 1 | 23 | Statistiche assenti | 31 | 506  | 408 | 38 | 19 |
| F. De Giorgi | 28 | 56  | 34  | 18  | 4  | Statistiche assenti | Statistiche assenti | 2 | 5  | Statistiche assenti | 1 | 1  | Statistiche assenti | 31 | 62   | 34  | 18 | 4  |
| C. Galli     | 28 | 475 | 369 | 93  | 13 | Statistiche assenti | Statistiche assenti | 2 | 38 | Statistiche assenti | 1 | 25 | Statistiche assenti | 31 | 538  | 369 | 93 | 13 |
| G. Giretto   | 23 | 144 | 120 | 21  | 3  | Statistiche assenti | Statistiche assenti | 1 | 0  | Statistiche assenti | - | -  | Statistiche assenti | 24 | 144  | 120 | 21 | 3  |
| V. Grbić     | 28 | 598 | 496 | 64  | 39 | Statistiche assenti | Statistiche assenti | 2 | 39 | Statistiche assenti | 1 | 5  | Statistiche assenti | 31 | 642  | 496 | 64 | 39 |
| A. Lucchetta | 27 | 344 | 240 | 100 | 5  | Statistiche assenti | Statistiche assenti | 2 | 21 | Statistiche assenti | 1 | 19 | Statistiche assenti | 30 | 384  | 240 | 10 | 5  |
| S. Papi      | 14 | 143 | 128 | 12  | 3  | Statistiche assenti | Statistiche assenti | 1 | 25 | Statistiche assenti | 1 | 22 | Statistiche assenti | 16 | 190  | 128 | 12 | 3  |
| R. Pascual   | 28 | 987 | 850 | 92  | 46 | Statistiche assenti | Statistiche assenti | 2 | 59 | Statistiche assenti | 1 | 37 | Statistiche assenti | 31 | 1083 | 850 | 92 | 46 |
| R. Pedone    | -  | -   | -   | -   | -  | Statistiche assenti | Statistiche assenti | 1 | 0  | Statistiche assenti | - | -  | Statistiche assenti | 1  | 0    | 0   | 0  | 0  |
| V. Simeonov  | 13 | 26  | 20  | 4   | 2  | Statistiche assenti | Statistiche assenti | - | -  | Statistiche assenti | - | -  | Statistiche assenti | 13 | 26   | 20  | 4  | 2  |
| P. Torre     | 22 | 25  | 15  | 10  | 0  | Statistiche assenti | Statistiche assenti | 1 | 0  | Statistiche assenti | 1 | 0  | Statistiche assenti | 24 | 25   | 15  | 10 | 0  |

P = presenze; PT = punti totali; AV = attacchi vincenti; MV = muri vincenti; BV = battute vincenti